# 1061年
| 千纪： | 2千纪 |
| 世纪： | 10世纪 \| 11世纪 \| 12世纪                                                                                 |
| 年代： | 1030年代 \| 1040年代 \| 1050年代 \| 1060年代 \| 1070年代 \| 1080年代 \| 1090年代                           |
| 年份： | 1056年 \| 1057年 \| 1058年 \| 1059年 \| 1060年 \| 1061年 \| 1062年 \| 1063年 \| 1064年 \| 1065年 \| 1066年 |
| 纪年： | 辛丑年（牛年）；契丹清宁七年；北宋嘉祐六年；西夏奲都五年；大理政安九年；越南彰聖嘉慶三年；日本康平四年     |

## 大事记
- 李諒祚誅殺權臣沒藏訛龐及其家屬，廢没藏皇后為庶人，冊封沒藏訛龐的兒媳婦梁氏為后。
- 9月30日——依據已故教皇尼閣二世於1059年頒布的教令，亞歷山大二世成為第一任經由樞機主教選舉產生的教皇。

## 逝世
- 7月27日——尼閣二世，羅馬教宗。
- 沒藏訛龐，西夏权臣之一，李元昊情妇没藏氏之兄，李谅祚的没藏皇后之父。